# Monticelli Pavese
Monticelli Pavese (lombardul: Muntsé) település Olaszországban, Lombardia régióban, Pavia megyében. Lakosainak száma 623 fő (2023. január 1.). Monticelli Pavese Badia Pavese, Calendasco, Orio Litta, Rottofreno, Sarmato, Chignolo Po és Pieve Porto Morone községekkel határos.

## Népesség
A település lakossága az elmúlt években az alábbi módon változott:
| Lakosok száma | 662  | 737  | 623  |
|               | 2017 | 2018 | 2023 |